# Reißing (Saal an der Donau)
Reißing ist Ortsteil der Gemeinde Saal an der Donau und eine Gemarkung im niederbayerischen Landkreis Kelheim. Bis 1972 bestand die Gemeinde Reißing (mit Ober- und Unterteuerting, Buchhofen, Gstreifet).

## Lage
Das Kirchdorf Reißing liegt in der Hallertau etwa einen Kilometer nordwestlich von Saal an der Bundesstraße 16.

## Geschichte
Reißing war seit 1425 Sitz eines Unteramts des Landgerichts Kelheim. Die 1818 mit dem bayerischen Gemeindeedikt gebildete Gemeinde Reißing gehörte weiter zum Landgerichtsbezirk Kelheim, dann zum Bezirksamt Kelheim und zuletzt zum Landkreis Kelheim. Im Zuge der Gebietsreform in Bayern wurde die Gemeinde am 1. Juli 1972  in die Gemeinde Saal an der Donau eingegliedert.